# Källenäs naturreservat
Källenäs är ett naturreservat i Angerdshestra socken i Jönköpings kommun i Småland (Jönköpings län).

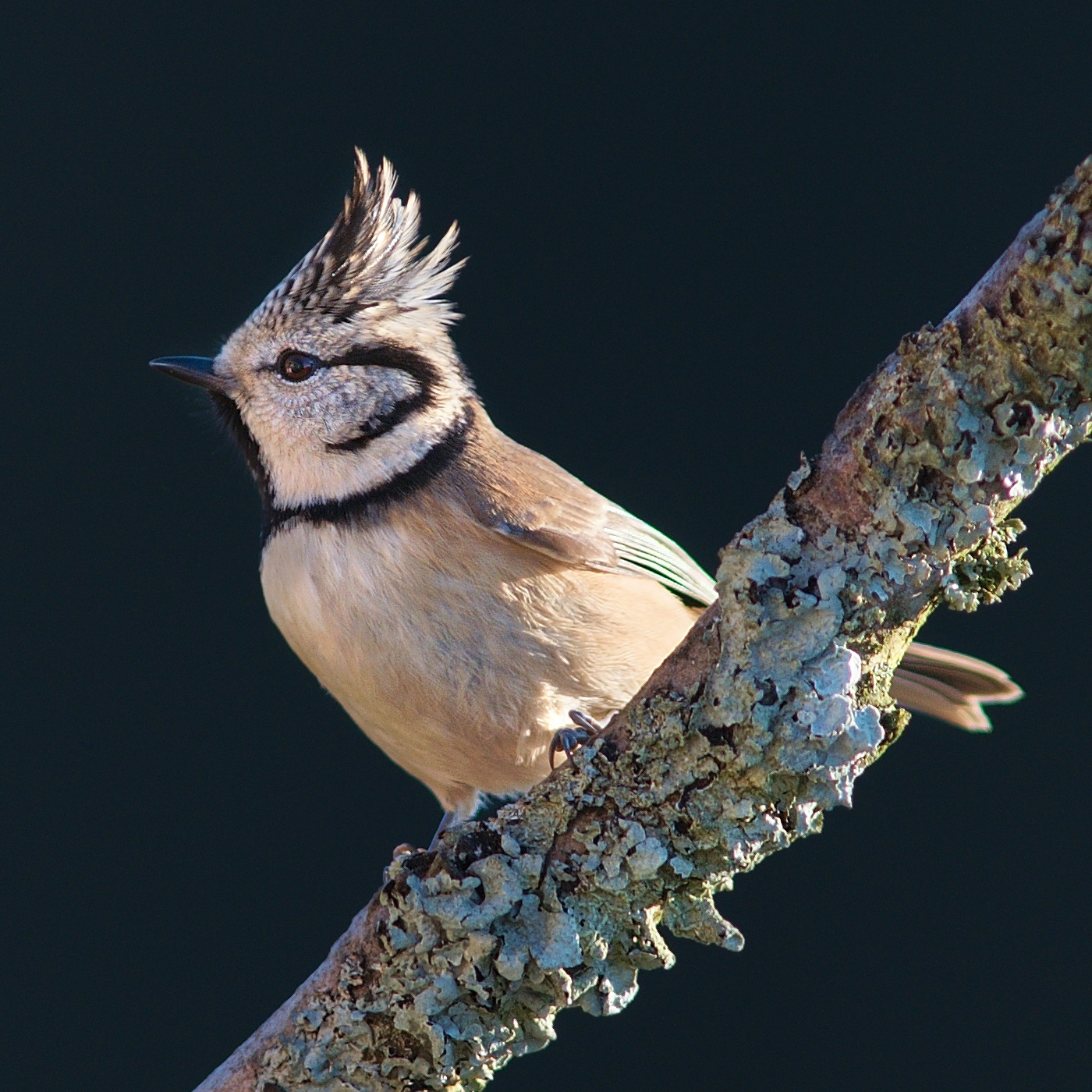
Tofsmes förekommer i reservatet.

Området avsattes som domänreservat 1937 men omvandladess till naturreservat 1996. Det är 8 hektar stort och beläget 25 km sydväst om Jönköping. 
Det består mest av gammal urskogslik tallskog på sandmark.
Där finns gott om torrakor och lågor.